# Železniční stanice Chucot ha-Mifrac
Železniční stanice Chucot ha-Mifrac (hebrejsky: תחנת הרכבת חוצות המפרץ‎, Tachanat ha-rakevet Chucot ha-Mifrac) je železniční stanice na pobřežní železniční trati v Izraeli.
Leží v Haifském zálivu v nadmořské výšce okolo 10 metrů na severu Izraele, v průmyslové a komerční zóně v severovýchodní části města Haifa. Je situována v ulici ha-Charošet. Jižně od staniční budovy probíhá dálnice číslo 4 (Sderot ha-Histadrut). V okolí se rozkládají průmyslové areály. Přímo u stanice je nákupní středisko, na jih odtud leží Haifská rafinérie. Obytná zástavba začíná až dál k severu (čtvrť Kirjat Chajim a další města lidnaté konurbace satelitních měst Haify zvaná Krajot).
Stanice není obsluhována autobusovými linkami společnosti Egged, pouze místní městskou autobusovou dopravou. K dispozici jsou parkovací místa pro automobily, veřejný telefon a automat na nápoje.